# Saaba (Saaba)
Pour les articles homonymes, voir Saaba.
Saaba est une commune rurale et le chef-lieu du département de Saaba dans la province du Kadiogo de la région Centre au Burkina Faso. En 2006, cette localité comptait 9 700 habitants dont 50,5 % de femmes.

## Santé et éducation
Saaba centre médical (CM) tandis que le centre médical d'importance le plus proche est le centre hospitalo-universitaire (CHU) du pays qui se trouve dans le quartier de Bogodogo à Ouagadougou.